# 櫛形短鮡
櫛形短鮡，為輻鰭魚綱鯰形目骨鮡科的其中一種，為熱帶淡水魚類，分布於亞洲印度阿薩姆邦雅魯藏布江流域，體長可達4.9公分，棲息在底層水域，生活習性不明。